# Radosław Sławieński
Radosław Sławieński – zlikwidowany przystanek Sławieńskiej Kolei Powiatowej w Radosławiu w województwie zachodniopomorskim, w Polsce. Początkowo stacja, później przystanek, znajdował się na rozebranej linii ze Sławna do Ustki.